# Zavodski rajon
Zavodski rajon (belarusiska: Заводскі раён, ryska: Заводской район) är ett distrikt i Minsks voblast, Belarus. Det omfattar delar av huvudstaden Minsk. Det bildades 1938 under namnet Stalinskij rajon (ryska: Сталинский район) efter Josef Stalin. Under andra världskriget låg Nazitysklands förintelseläger Maly Trostenets i området. Det har haft sitt nuvarande namn sedan 1961. Namet betyder ungefär fabriksdistriktet och kom kommer ifrån de betydande industrier som finns i distriktet som MAZ och MTZ. Det har haft sina nuvarande gränser sedan 1997. I distriktet ligger även Minsk zoo.